# 刑事補償請求権
刑事補償請求権（けいじほしょうせいきゅうけん）とは、抑留又は拘禁された者が、無罪の裁判を受けたときに、国にその補償を求めることができる権利。

## 概説
この種の権利について憲法に定めている例は必ずしも多くない。
イタリア共和国憲法第24条第4項にはその例がある。また、市民的及び政治的権利に関する国際規約（国際人権B規約）第14条第6項にも規定がある。

## 日本

### 大日本帝国憲法（明治憲法）
大日本帝国憲法（明治憲法）には刑事補償請求権を定めた規定は存在しなかった。なお、刑事補償法は1931年（昭和6年）に制定されている。

### 日本国憲法
刑事補償請求権は、日本国憲法では40条で定められている。

#### 意義
日本国憲法第33条に基づいて「被疑者が罪を犯したことを疑うに足りる相当な理由があるとき」に被疑者の身柄を拘束することは国による正当な行為である（刑事訴訟法第199条参照）。したがって、結果的に無罪の裁判を受けたとしても直ちに身柄を拘束する行為自体が違法となるわけではない（最判昭和53・10・20民集第32巻7号1367頁）。これでは国家賠償の要件は充足されないが、このような拘束は不当であることから別に補償請求権を認めるのが憲法第40条である。

#### 要件
日本国憲法第40条の「無罪の裁判」とは刑事訴訟法による通常手続又は再審若しくは非常上告の手続において無罪の裁判を受けた場合をいう（刑事訴訟法第1条参照）。
- 犯罪後の法令により刑が廃止された場合にあたるとして免訴の言渡があった場合は本条の「無罪の裁判」には含まれない（最決昭和35・6・23刑集第14巻8号1071頁）[3]。
- 少年審判における不処分決定も「無罪の裁判」には含まれない[3]。

ただし、刑事補償法第25条1項は免訴や公訴棄却については「無罪の裁判」にはあたらないとの前提のもと、憲法第40条の精神ないし趣旨を類推して補償の請求を認めている。
なお、勾留・拘禁により身体を拘束されたが起訴されるに至らず釈放された場合には「無罪の裁判を受けた」とは言えないので憲法40条の問題とはならない。しかし、正義・衡平に反することは明らかであるとして立法による解決が図られるべきとされている。このような場合について刑事補償法には規定がないが、被疑者補償規程（昭和32年法務省訓令1号）が定められており「被疑者として抑留又は拘禁を受けた者につき、公訴を提起しない処分があった場合において、その者が罪を犯さなかったと認めるに足りる十分な事由があるとき」には補償を行うべきことを定めている。